# The Last Sentence
The Last Sentence er en amerikansk stumfilm fra 1917 af Ben Turbett.

## Medvirkende
- Marc McDermott som George Crosby
- Miriam Nesbitt som Cynthia Ford
- Grace Williams som Renée Kerouac
- Herbert Prior som Hoel Calloc
- Florence Stover som Mrs. Crosby